# Loi de Stein
Pour les articles homonymes, voir Stein.
La loi de Stein est une loi hypothétique qui décrit les limites d'un système en déséquilibre. Elle est résumée par la formule « If something cannot go on forever, it will stop » (en français : « Si une chose ne peut pas continuer à jamais, elle s'arrêtera »).

## Histoire
Cette loi hypothétique est énoncée par l'économiste Herbert Stein alors qu'il était président du Council of Economic Advisers sous les présidences de Richard Nixon et de Gerald Ford. Il écrit que « If something cannot go on forever, it will stop,. 
L'énonciation de cette loi hypothétique tire son origine de l'analyse de Stein de certaines tendances économiques, comme l'augmentation de la dette publique des États-Unis, ou l'augmentation des déficits de la balance internationale des paiements.
Cette loi peut-être interprétée de plusieurs manières. Stein en déduit que si tel processus est limité par des facteurs externes, il n'y a aucune urgence à ce que le gouvernement intervienne pour l'arrêter, et encore moins qu'il le fasse immédiatement; car le dit processus s'arrêtera de lui-même. La loi permet également d'insister sur le caractère provisoire ou transitoire des phénomènes économiques.
La loi de Stein a été paraphrasée de la manière suivante : « Trends that can't continue, won't » (« Les tendances qui ne peuvent continuer ne continueront pas »).

## Postérité
Cette « loi » a été réutilisée dans le domaine de l'innovation et de la pédagogie.